# William Lee (diplomate)
Pour les articles homonymes, voir William Lee et Lee.
William Lee (1739-1795) était un diplomate américain durant la guerre d'indépendance.

## Biographie
William Lee est né à Stratford Hall Plantation dans le comté de Westmoreland en Virginie de son père Thomas Lee (1690-1750) et de sa mère Hannah Harrison Ludwell (1701-1750). Ses frères, tous aussi actifs au sein du congrès continental, étaient Arthur Lee (1740-1792); Francis Lightfoot Lee (1734-1797) et Richard Henry Lee (1732-1794).